# استبان بکر
استبان بکر چوروکیان (اسپانیایی: Esteban Becker Churukián‎؛ زادهٔ ۳۱ اوت ۱۹۶۴ در برنال) بازیکن بازنشسته در پست هافبک و مربی کنونی فوتبال ارمنی‌-آلمانی‌تبار اهل آرژانتین است.

## باشگاهی
از باشگاه‌هایی که در آن بازی کرده‌است می‌توان به باشگاه اتلتیکو ایندپندینته اشاره کرد.